# Qui à part nous
Ne doit pas être confondu avec Qui, à part nous (Wer wenn nicht wir).
Pour plus de détails, voir Fiche technique et Distribution.
Qui à part nous (Quién lo impide) est un film espagnol réalisé par Jonás Trueba et sorti en 2021.

## Synopsis
Le film suit un groupe d'adolescents madrilènes pendant cinq ans.

## Fiche technique
Sauf indication contraire, les informations mentionnées dans cette section peuvent être confirmées par la base de données cinématographiques IMDb,  présente dans la section « Liens externes ».
- Titre : Qui à part nous
- Titre original : Quién lo impide
- Réalisation : Jonás Trueba
- Scénario : Jonás Trueba
- Photographie : Jonás Trueba
- Montage : Marta Velasco
- Musique : Rafael Berrio, Andrei Mazga, Victor Perales, Pablo Gavira et Albert González
- Son : Alex Marais, Eduardo Castro et Pablo Rivas Leyva
- Société de production : Los Ilusos Films[1]
- Pays de production :  Espagne
- Langue originale : espagnol
- Genre : documentaire
- Durée : 220 minutes
- Dates de sortie : 
  - Espagne : 23 septembre 2021 (Festival international du film de Saint-Sébastien)[2]
  - France : 20 avril 2022

## Distribution
- Pablo Gavira
- Pablo Hoyos
- Clàudia Navarro
- Candela Recio
- Sílvia Águila

## Accueil

### Critique
En France, le site Allociné recense une moyenne des critiques presse de 3,4/5.

## Distinctions

### Récompenses
- Prix de la FIPRESCI au Festival international du film de Saint-Sébastien 2021[4]
- Goyas 2022 : meilleur film documentaire[5]

### Nomination
- Prix Platino 2022 : meilleur film documentaire

### Sélections
- Festival du cinéma espagnol de Nantes 2022[6]
- Festival Cinéma du réel 2022[7]
- Festival international du film de La Rochelle 2022 (dans le cadre d'un hommage au réalisateur)[8]